# 瓦兹河畔欧韦尔
瓦兹河畔欧韦尔（法語：Auvers-sur-Oise，法語發音：[ovɛʁ syʁ waz] ⓘ）是法国北部法兰西岛大区瓦兹河谷省的一个市镇，属于蓬图瓦兹区。文森特·梵高生命的最后时光即在瓦兹河畔欧韦尔渡过，并在自杀后葬于此地。其弟特奥·梵高也被埋葬这里。

## 地理
瓦兹河畔欧韦尔（49°4'18"N, 2°10'27"E）面积12.69 平方千米，位于法国法蘭西島大區瓦兹河谷省，该省份为法国北部内陆省份，北起瓦兹省，西接厄尔省，南至塞纳-圣但尼省、上塞纳省和伊夫林省，东临塞纳-马恩省。
与瓦兹河畔欧韦尔接壤的市镇（或旧市镇、城区）包括：内勒拉瓦莱、瓦兹河畔比特里、埃讷里、韦克桑地区埃鲁维尔、梅列勒、瓦兹河畔梅里、蓬图瓦兹、圣旺洛莫讷、瓦尔蒙杜瓦。

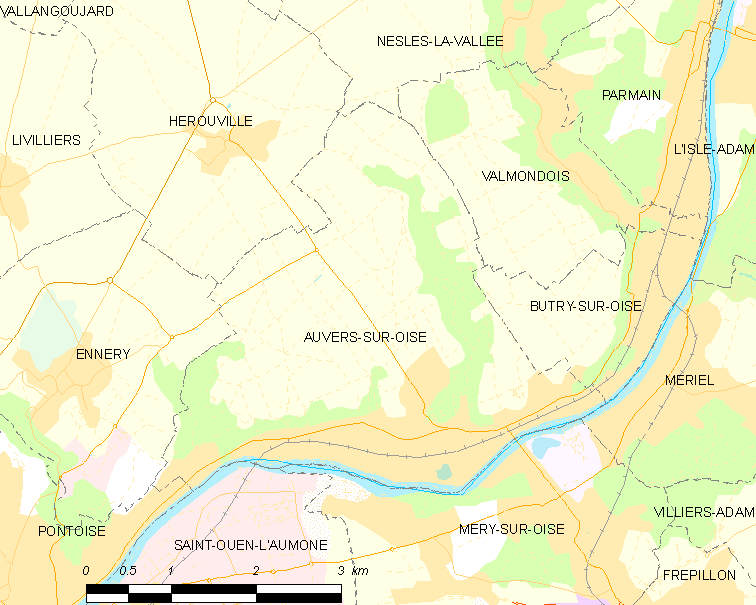
瓦兹河畔欧韦尔的OSM定位图

瓦兹河畔欧韦尔的时区为UTC+01:00、UTC+02:00（夏令时）。

## 行政
瓦兹河畔欧韦尔的邮政编码为95430，INSEE市镇编码为95039。

## 政治
瓦兹河畔欧韦尔所属的省级选区为圣旺洛莫讷县。

## 人口

1962-2008年间瓦兹河畔欧韦尔人口变化图示

瓦兹河畔欧韦尔于2022年1月1日时的人口数量为6820人。